# Khurram Parvez

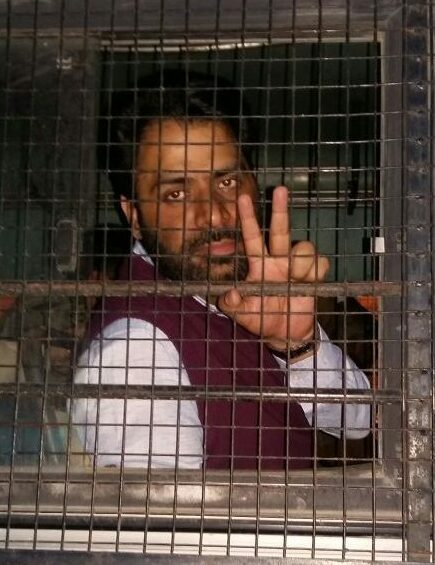
Khurram Parvez (2021)

Khurram Parvez (* vor 2000 in Srinagar) ist ein kashmir-indischer Menschenrechtsaktivist. Er ist Präsident der Asian Federation Against Involuntary Disappearances (dt.: Asiatische Föderation gegen unfreiwilliges Verschwindenlassen, AFAD) und Programmkoordinator der Jammu Kashmir Coalition of Civil Society (JKCCS).

## Herkunft und Ausbildung
Khurram Parvez wuchs in Sonwar, einer Vorstadt von Srinagar, auf. Er besuchte die dortige Burn Hall School, die von christlichen Missionaren geleitet wird. Er studierte an der University of Glasgow und erwarb einen Master-Abschluss in Massenkommunikation und Journalismus an der University of Kashmir.

## Aktivismus
Seit der Teilung Indiens 1947 gibt es den Kaschmir-Konflikt um das Gebiet des bis 1947 bestehenden indischen Fürstenstaats Jammu und Kashmir zwischen Indien, Pakistan und der Volksrepublik China, die jeweils Teile des umstrittenen Territoriums beanspruchen bzw. unter Kontrolle halten.
Khurram Parvez begann zu dokumentieren, welche Menschenrechtsverletzungen in der hochmilitarisierten Krisenzone Kaschmir verübt wurden. Dort kämpfte der indische Staat gegen Gruppen bewaffneter Separatisten und Islamisten, von denen manche einen Anschluss an Pakistan erzwingen wollten, andere wiederum ein unabhängiges Kaschmir forderten. Unter extrem schwierigen Bedingungen protokollierten Parvez und seine Mitarbeiter akribisch alle Todesfälle, die der Konflikt um die strategisch wichtige Bergregion forderte.
Er machte immer wieder darauf aufmerksam, wie kontraproduktiv das drakonische Vorgehen der indischen Sicherheitskräfte gegen Zivilisten aus seiner Sicht ist. In einem Gespräch mit der Onlineplattform The Wire warnte er schon früh, dass der Staat die revoltierende Jugend in die Militanz treibe, wenn er Demonstranten ständig ins Gefängnis werfen lasse, wo sie gedemütigt und, wie manche berichteten, auch gefoltert würden.

## Verhaftung 2016
Am 14. September 2016 wurde er zunächst von den indischen Behörden am Flughafen von Neu-Delhi aufgehalten, um ihn daran zu hindern, an der 33. Sitzung des UN-Menschenrechtsrats in Genf teilzunehmen. Hintergrund waren geplante Gespräche mit dem UN-Hochkommissar für Menschenrechte und Regierungen anderer Länder über mutmaßliche Völkerrechts- und Menschenrechtsverstöße der indischen Streitkräften in Jammu und Kaschmir während der Kaschmir-Unruhen 2016.
Parvez wurde am Folgetag von indischen Beamten in seinem Haus in Srinagar festgenommen. Am 16. September 2016 erklärte die Jammu Kashmir Coalition of Civil Society, dass Khurram Parvez ohne förmliche Festnahme und unter Verletzung seines Rechts auf Rechtsbeistand inhaftiert worden sei. Am 21. September, einen Tag nachdem ein Gericht seine Freilassung angeordnet hatte, wurde Khurram Parvez erneut nach dem Gesetz über die öffentliche Sicherheit (Public Safety Act, PSA) festgenommen. Am 25. November 2016 hob der Oberste Gerichtshof von Jammu, Kashmir und Ladakh seine Inhaftierung auf, doch selbst danach wurde er nicht aus dem Gefängnis entlassen. Erst nach 76 Tagen Inhaftierung, am 30. November, wurde er schließlich auf Anweisung des Obersten Gerichtshofs von Jammu, Kashmir und Ladakh aus dem Gefängnis entlassen.

## Verhaftung 2021
Am 22. November 2021 wurde Parvez von der National Investigation Agency unter dem Vorwurf der „Terrorfinanzierung“ und „Verschwörung“ verhaftet. Seine Wohnung und sein Büro wurden durchsucht. Details der Anschuldigungen wurden nicht bekannt. Mehrere internationale Organisationen verurteilten das Vorgehen der Justizbehörden. Mary Lawlor, UN-Sonderberichterstatterin für den Schutz von Menschenrechtsverteidigern, schrieb über Parvez auf Twitter: „Er ist kein Terrorist.“ Der amerikanische Rechtswissenschaftler David Kaye, von 2014 bis 2020 UN-Sonderberichterstatter zur Meinungsfreiheit, sprach mit Blick auf den Schritt der Anti-Terror-Behörde von „einem weiteren außergewöhnlichen Missbrauch in Kaschmir“. Die Weltorganisation gegen Folter in Genf verlangte Parvez' Freilassung und warnte: „Wir sind sehr beunruhigt angesichts des hohen Folterrisikos.“

## Auszeichnungen
- 2006 Reebok Human Rights Award[22][23]
- 2022 Nennung als eine der 100 einflussreichsten Personen durch das Time-Magazine[24]
- 2023 Martin Ennals Award

## Privates
Parvez ist verheiratet mit Sameena Khurram, die für die Regierung von Jammu und Kashmir arbeitet. Sie haben einen gemeinsamen Sohn.